# 松油
松油，古稱松，是香精油的一种，从松树针叶、树枝中以蒸馏作用而提取。
《本草綱目》记载：“松𣿉，音詣，火燒松枝取液也，主治瘡疥及馬牛瘡。”
松油经常用在香料按摩及芳香疗法中，也可以作為沐浴油的香味成份，有殺菌功效。
松油與從松脂或松节提取的松節油不同。